# Puchar Beskidów 1966
Puchar Beskidów 1966 – dziewiąta odsłona zmagań o tytułowy puchar. Tradycyjnie rozegrany w Wiśle i Szczyrku w dniach 21–23 stycznia 1966 roku. Cały cykl wygrał Gruzin Koba Cakadze, który reprezentował ZSRR. Podium Pucharu uzupełnili Józef Przybyła, który w dwóch poprzednich edycjach uplasował się na pierwszym i trzecim miejscu w klasyfikacji łącznej, oraz Piotr Wala, zwycięzca ostatniej edycji.

## Terminarz
Na podstawie danych [1]
| Lp. | Data             | Miejscowość | Skocznia | Uwagi | 1. miejsce     | 2. miejsce   | 3. miejsce     |
| --- | ---------------- | ----------- | -------- | ----- | -------------- | ------------ | -------------- |
| 1.  | 21 stycznia 1966 | Wisła       | Malinka  | –     | Józef Przybyła | Koba Cakadze | Piotr Wala     |
| 2.  | 23 stycznia 1966 | Szczyrk     | Skalite  | –     | Koba Cakadze   | Piotr Wala   | Józef Przybyła |

## Klasyfikacja generalna
| Miejsce | Zawodnik                  | Punkty |
| ------- | ------------------------- | ------ |
| 1.      | Koba Cakadze              | 418,3  |
| 2.      | Józef Przybyła            | 413,4  |
| 3.      | Piotr Wala                | 410,8  |
| 4.      | Max Golser                | 407,3  |
| 5.      | Sepp Lichtenegger         | 400,2  |
| 6.      | Willi Schuster            | 389,4  |
| 7.      | Zbyněk Hubač              | 379,2  |
| 8.      | Heikki Väisänen           | 376,0  |
| 9.      | Sławomir Kardas           | 375,7  |
| 10.     | Stanisław Murzyniak       | 375,1  |
| 11.     | Rudolf Doubek             | 373,9  |
| 12.     | Andrzej Sztolf            | 369,2  |
| 13.     | Jan Kawulok               | 366,6  |
| 14.     | Michaił Garwa             | 365,5  |
| 15.     | Ladislav Divila           | 358,4  |
| 16.     | Antoni Łaciak             | 352,6  |
| 17.     | Jan Pezda                 | 351,6  |
| 18.     | Baldur Preiml             | 349,8  |
| 19.     | Józef Kocyan              | 345,8  |
| 20.     | Raimo Ekholm              | 340,7  |
| 21.     | Wiktor Sobański           | 336,5  |
| 22.     | Pavel Mikeska             | 335,1  |
| 23.     | Władysław Bachleda-Zarski | 334,1  |
| 24.     | Herbert Schiffner         | 331,6  |
| 25.     | Stefan Hula               | 328,1  |
| 26.     | Jan Szturc                | 326,6  |
| 27.     | Marian Ligocki            | 325,9  |
| 28.     | Franciszek Klaupt         | 324,7  |
| 29.     | Stefan Przybyła           | 323,7  |
| 30.     | Marian Kruczek            | 319,3  |
| ...     |                           |        |